# Kardarigan
Kardarigan è stato un generale persiano vissuto nel VII secolo.

## Biografia
Per ragioni cronologiche, lo si ritiene un generale diverso dal Kardarigan generale persiano che combatté contro Bisanzio nel periodo 582-586.
Combatté nella guerra romano-persiana del 602-628 contro Bisanzio, sottomettendo nel corso del 607-608 numerose città bizantine: secondo le fonti, avrebbe sottomesso l'Armenia, la Cappadocia, la Galazia e la Paflagonia, avanzando addirittura fino a Calcedonia.
Nel 626 assediò Costantinopoli insieme a Sharvaraz. Fallito l'assedio, egli e Shahrvaraz si rivoltarono contro Cosroe II, secondo le fonti a causa di una lettera del re persiano che ordinava l'esecuzione di Shahrvaraz. Finita la guerra nel 628 con uno sostanziale status quo, la Persia sprofondò nell'anarchia, con una serie di sovrani succedutesi nell'arco di pochi mesi a causa delle continue rivolte dell'esercito e colpi di stato. Shahrvaraz ne approfittò e detronizzò il debole re Ardashir facendosi incoronare re di Persia, ma Kardarigan si oppose al colpo di Stato di Shahrvaraz. Sconfitto nella breve lotta che seguì, Kardarigan fu giustiziato per ordine di Re Shahrvaraz.